# Paige Hemmis
Paige Hemmis (ur. 17 marca 1972 r. w Wisconsin) – jedna z projektantek i stolarzy w telewizyjnym show Dom nie do poznania, który w Polsce można zobaczyć na kanałach Polsat i BBC Lifestyle. Dorastała w Chatsworth w Kalifornii. Ukończyła studia na Uniwersytecie w Santa Barbara. Wzięła udział w programie Monster House, gdzie budowała domy. Założyła także własne przedsiębiorstwo Tuff Chix, które wypuszcza na rynek narzędzia, książki, i stroje dla budowlańców.